# Лужская улица (Москва)
Лужская у́лица — улица на севере Москвы, в микрорайоне Новодмитровка Молжаниновского района Северного административного округа, между Ленинградским шоссе и Октябрьской железной дорогой.
Код ОКАТО: 45277584000. Код ОКТМО: 45343000. Почтовая транскрипция названия улицы, английское/латинское написание (транслит) — Lujskaya ulica и транслитерация — Luzhskaya ulicza. Сокращённое название — Лужская ул..

## Происхождение названия
Названа, в 1986 году, в честь города воинской славы России Луга Ленинградской области, в связи с расположением улицы на северо-западе Москвы. До 1986 года называлась Луговая улица и Железнодорожная улица, в бывшей деревне Новодмитровка, которая в 1985 году вошла в состав Москвы.

## Описание
Лужская улица начинается от юго-восточного края (тупик, ранее примыкала к Ленинградскому шоссе) бывшей деревни Новодмитровка, проходит на северо-запад параллельно Ленинградскому шоссе (справа), вдоль железнодорожных путей Ленинградского направления, разделяется на два участка, затем соединяется и выходит заканчиваясь на Ленинградском шоссе около остановки автотранспорта «Совхоз Химки» (по требованию).
На Лужской улице расположены дома и строения (нумерация со стороны городского округа Химки): № 1; № 2; № 3; № 3, строение № 2; № 4; № 5; № 6; № 7; № 7 А, строение № 1; № 8; № 9; № 10; № 11; № 12; № 14; № 16; № 18, № 20; № 20, строение № 1; № 22; № 26; № 28; № 30; № 32; № 34; № 36; № 38; № 40; № 42; № 44; № 46; № 48; № 50.
На улице, по всей её длине, отсутствуют: тротуары, велосипедные дорожки, пешеходные переходы, велосипедные парковки, стелы пешеходной навигации и частично освещение. Недалеко от улицы была расположена Московская восьмилетняя школа № 740 (сейчас закрыта).

## Транспорт

### Автобусные маршруты
По Лужской улице не проходят маршруты общественного транспорта, но в непосредственной близости от улицы проходит Ленинградское шоссе, где находятся остановки  «Платформа Молжаниново» и «Совхоз Химки» (по требованию), где останавливаются московские и подмосковные автобусные маршруты 13, 30, 350, 400, 440, 465, 484, 817, 851, 865.

### Железнодорожный транспорт
Ближайшая, в 10 метрах от улицы, платформа «Молжаниново» на главном ходу Ленинградского направления Октябрьской железной дороги, между платформами «Химки» и «Новоподрезково».